# Ann-Sofie Järnström
Ann-Sofie Maria Järnström (* 16. Juli 1949 in Kristinehamn) ist eine ehemalige schwedische Eisschnellläuferin.

## Werdegang
Järnström, die für den IFK Göteborg und später für den IK Wega aus Göteborg lief, startete international erstmals in der Saison 1969/70 und errang bei der Sprintweltmeisterschaft 1971 in Inzell den 20. Platz im Sprint-Mehrkampf. In der Saison 1971/72 kam sie bei der Sprintweltmeisterschaft 1972 in Eskilstuna auf den 16. Platz im Sprint-Mehrkampf und bei der Mehrkampfweltmeisterschaft 1972 in Heerenveen auf den 23. Rang im Kleinen Vierkampf. Beim Saisonhöhepunkt, den Olympischen Winterspielen 1972 in Sapporo, belegte sie den 26. Platz über 1500 m, den 19. Rang über 1000 m und den 15. Platz über 500 m. Im Jahr 1973 lief sie bei der Sprintweltmeisterschaft in Oslo auf den 13. Platz im Sprint-Mehrkampf und bei der Mehrkampfeuropameisterschaft in Brandbu auf den 14. Rang im Kleinen Vierkampf. In der Saison 1973/74 belegte sie bei der Sprintweltmeisterschaft 1974 in Innsbruck den sechsten Platz im Sprint-Mehrkampf, bei der Mehrkampfeuropameisterschaft 1974 in Almaty erneut den 14. Rang und bei der Mehrkampfweltmeisterschaft 1974 in Heerenveen den 22. Platz im Kleinen Vierkampf. Nachdem sie zu Beginn der Saison 1974/75 in Davos den Wettbewerb im Sprint-Mehrkampf gewinnen konnte, kam sie bei der Sprintweltmeisterschaft 1975 in Göteborg auf den neunten Platz im Sprint-Mehrkampf und bei der Mehrkampfweltmeisterschaft 1975 in Assen auf den 29. Rang im Kleinen Vierkampf. Zum Saisonende siegte sie beim Rennen in Inzell über 1000 m. 
In der Saison 1975/76 belegte Järnström bei der Sprintweltmeisterschaft 1976 in Berlin den siebten Platz im Sprint-Mehrkampf und bei den Olympischen Winterspielen 1976 in Innsbruck den 14. Platz über 1000 m sowie den 13. Rang über 500 m. In den folgenden Jahren erreichte sie bei der Sprintweltmeisterschaft 1977 in Alkmaar den 11. Platz im Sprint-Mehrkampf, bei der Mehrkampfweltmeisterschaft 1977 in Keystone den 19. Rang im Kleinen Vierkampf, bei der Sprintweltmeisterschaft 1978 in Lake Placid den 15. Platz im Sprint-Mehrkampf und bei der Sprintweltmeisterschaft 1979 in Inzell den 12. Platz im Sprint-Mehrkampf. International startete sie letztmals bei den Olympischen Winterspielen 1980 in Lake Placid, wobei sie Achte über 1000 m und Vierte über 500 m wurde.
Järnström wurde fünfmal schwedische Meisterin im Sprint-Mehrkampf (1973–1976, 1979) und zweimal im Kleinen Vierkampf (1973, 1974).

## Erfolge

### Olympische Spiele
- 1972 Sapporo: 15. Platz 500 m, 19. Platz 1000 m, 26. Platz 1500 m
- 1976 Innsbruck: 13. Platz 500 m, 14. Platz 1000 m
- 1980 Lake Placid: 4. Platz 500 m, 8. Platz 1000 m

### Mehrkampf-Weltmeisterschaften
- 1972 Heerenveen: 23. Platz Kleiner Vierkampf
- 1973 Strömsund: 17. Platz Kleiner Vierkampf
- 1974 Heerenveen: 22. Platz Kleiner Vierkampf
- 1975 Assen: 29. Platz Kleiner Vierkampf
- 1976 Gjøvik: 18. Platz Kleiner Vierkampf
- 1977 Keystone: 19. Platz Kleiner Vierkampf
- 1978 Helsinki: 28. Platz Kleiner Vierkampf

### Sprint-Weltmeisterschaften
- 1971 Inzell: 20. Platz Sprint-Mehrkampf
- 1972 Eskilstuna: 16. Platz Sprint-Mehrkampf
- 1973 Oslo: 13. Platz Sprint-Mehrkampf
- 1974 Innsbruck: 6. Platz Sprint-Mehrkampf
- 1975 Göteborg: 9. Platz Sprint-Mehrkampf
- 1976 Berlin: 7. Platz Sprint-Mehrkampf
- 1977 Alkmaar: 11. Platz Sprint-Mehrkampf
- 1978 Lake Placid: 15. Platz Sprint-Mehrkampf
- 1979 Inzell: 12. Platz Sprint-Mehrkampf
- 1980 West Allis: 8. Platz Sprint-Mehrkampf

### Mehrkampf-Europameisterschaften
- 1973 Brandbu: 14. Platz Kleiner Vierkampf
- 1974 Almaty: 14. Platz Kleiner Vierkampf

## Persönliche Bestzeiten
| Disziplin | Zeit        | Datum           | Ort                  |
| --------- | ----------- | --------------- | -------------------- |
| 500 m     | 41,96 s     | 19. Januar 1980 | Davos                |
| 1000 m    | 1:25,03 min | 19. Januar 1980 | Davos                |
| 1500 m    | 2:19,59 min | 17. März 1975   | Almaty               |
| 3000 m    | 5:05,80 min | 14. Januar 1977 | Madonna di Campiglio |